# Karin Boye
Pour les articles homonymes, voir Boye.
Œuvres principales
- Crise (1934)
- Pour l'amour de l'arbre (1935)
- La Kallocaïne (1940)

Karin Maria Boye, née le 26 octobre 1900 à Göteborg et morte le 24 avril 1941 à Alingsås, est une romancière, poétesse et traductrice suédoise, considérée comme l'une des figures majeures de la littérature scandinave moderniste. Elle se suicide en 1941, à l'âge de quarante ans. 

## Biographie
Par son père, Carl Fredrik « Fritz » Boye (1857-1927), Karin Boye est issue d'une famille de marchands allemands immigrée en Suède au milieu du XIXe siècle. Sa mère, Signe Liljestrand (1875-1976), est issue de la paysannerie aisée. Après Karin, ils ont également deux fils, Sven (1903-1974) et Ulf (1904-1999). La famille déménage à Stockholm en 1909 et s'installe dans le quartier de Huddinge en 1915. C'est là que Karin Boye commence à écrire des vers, des nouvelles et des pièces de théâtre et qu'elle s'essaie à l'aquarelle. Se destinant à l'enseignement, elle entame des études de lettres à l'université d'Uppsala après son baccalauréat en 1920 et décroche son diplôme en 1928. Elle épouse l'économiste Leif Björk (sv) l'année suivante.
C'est durant cette période qu'elle publie ses premiers recueils de poèmes : Nuages (1922), Terre cachée (1924) et Les Âtres (1927). Elle rejoint le mouvement socialiste et antifasciste Clarté (sv) et s'intéresse à la psychanalyse. En 1931, année de la parution de son premier roman, Astarte, elle fonde la revue d'avant-garde Spektrum (sv) avec Erik Mesterton et Josef Rikwin. C'est dans cette revue à l'existence éphémère (1931-1933) que paraît sa traduction du poème The Waste Land de T. S. Eliot. Elle est également élue à l'Académie les Neuf en 1931.
Ses années 1932-1933 sont marquées par un séjour à Berlin où elle fait la connaissance de Margot Hanel, une juive allemande de douze ans sa cadette avec qui elle vit jusqu'à sa mort après avoir divorcé de son mari. Ce voyage en Allemagne est également l'occasion pour elle d'assister aux premières loges à la montée du nazisme, une situation qui lui inspire le roman de science-fiction féministe dystopique La Kallocaïne (1940).
Karin Boye meurt le 23 avril 1941 après avoir absorbé des somnifères dans une intention vraisemblablement suicidaire. Son corps est retrouvé près d'un rocher à Alingsås. Elle est inhumée au cimetière Östra kyrkogården (sv) de Göteborg. Sa compagne, Margot Hanel, se suicide à son tour trente-huit jours plus tard, à l'âge de vingt-neuf ans.

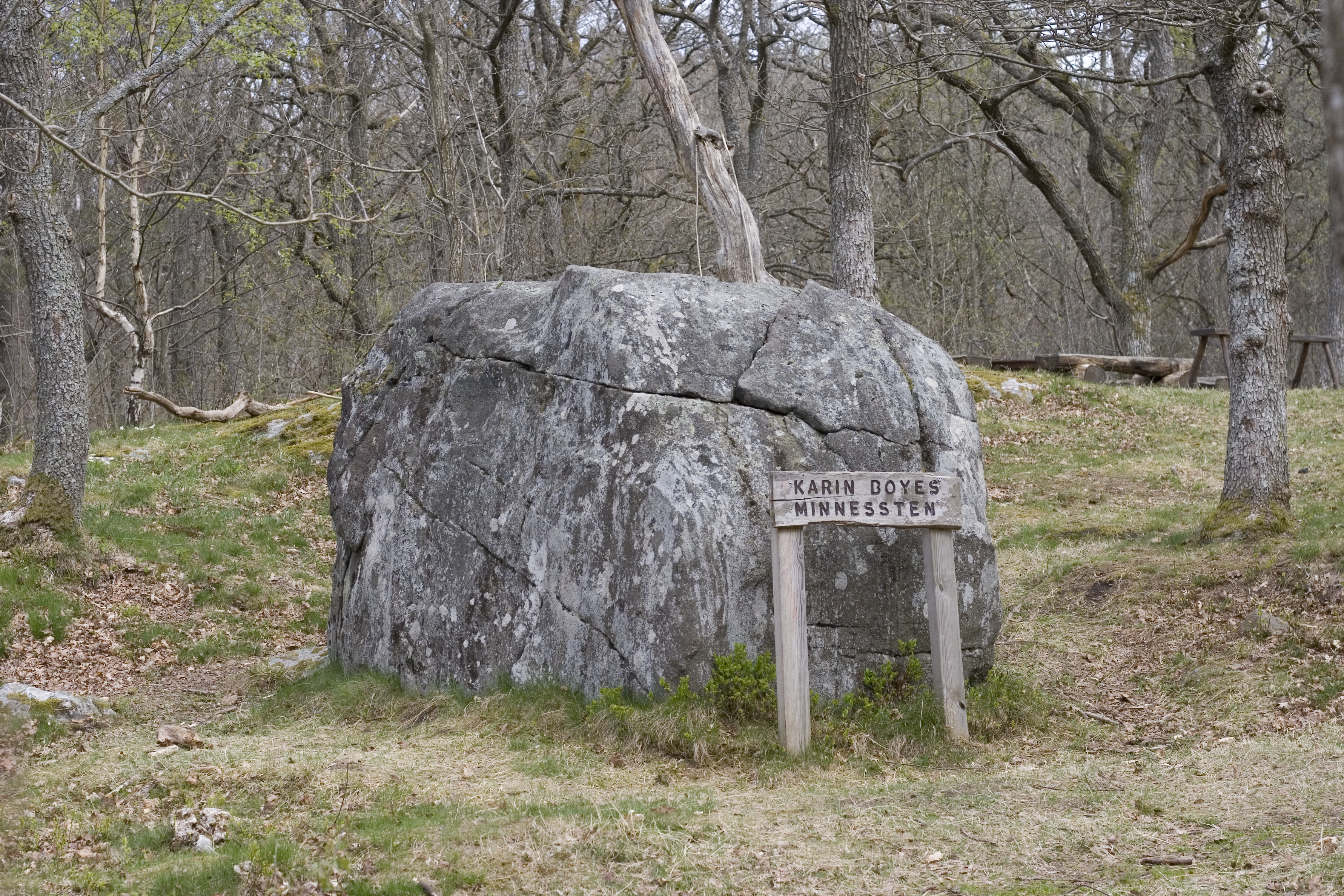
Le rocher près duquel a été retrouvé le corps de Karin Boye.
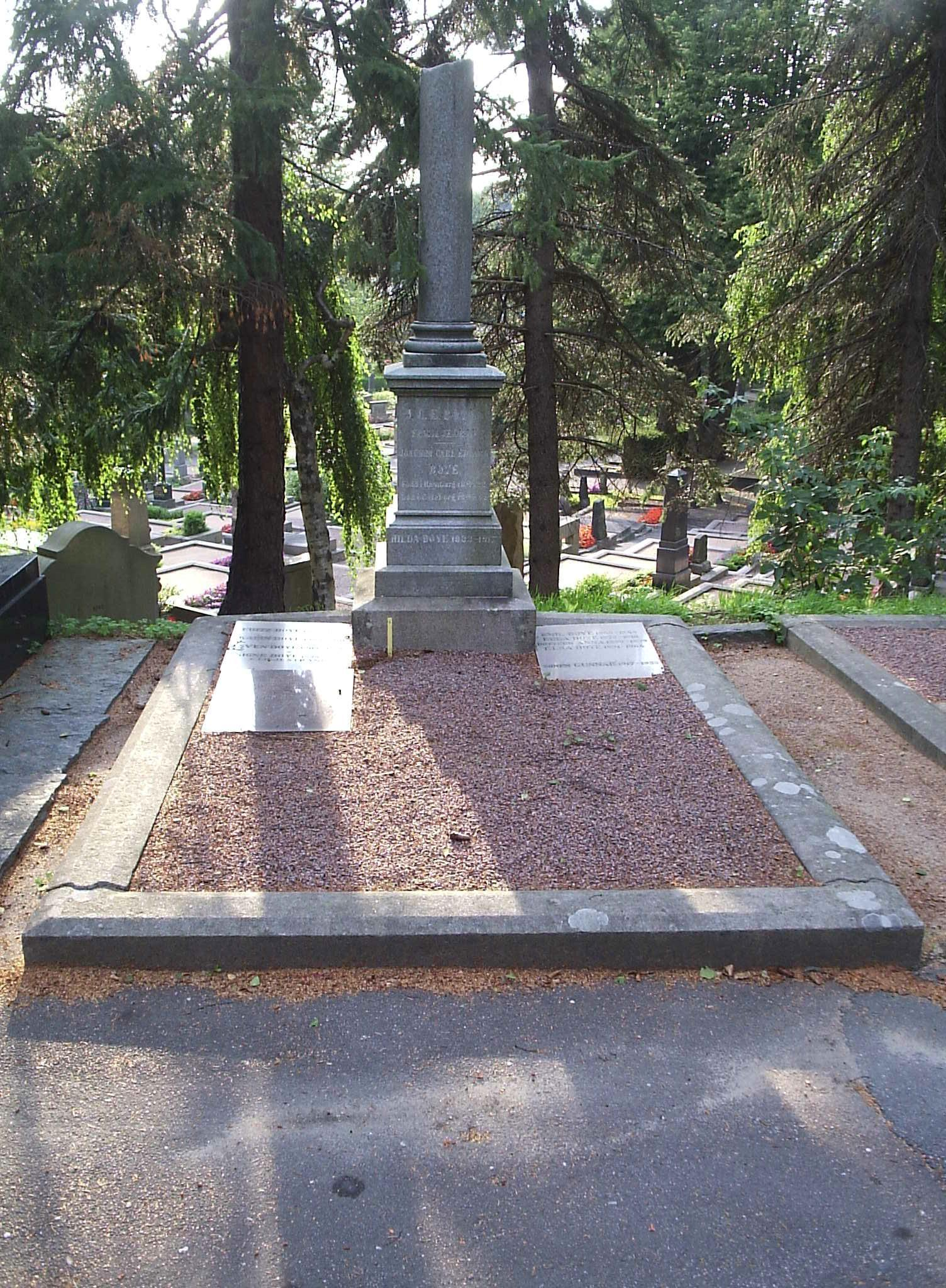
La tombe de la famille Boye à Göteborg.
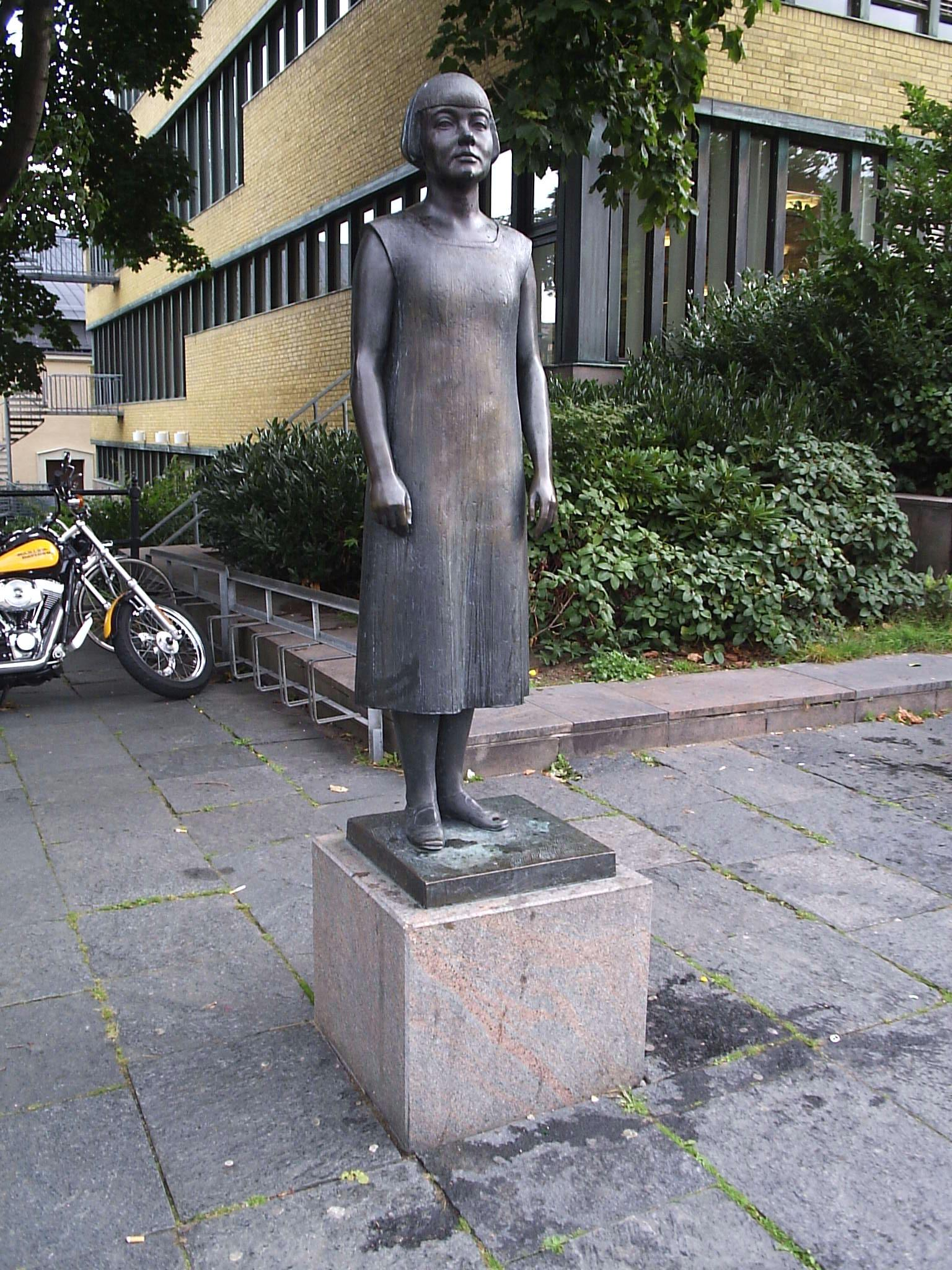
Statue de Karin Boye par Peter Linde (sv) à l'entrée de la bibliothèque municipale de Göteborg.

## Œuvre

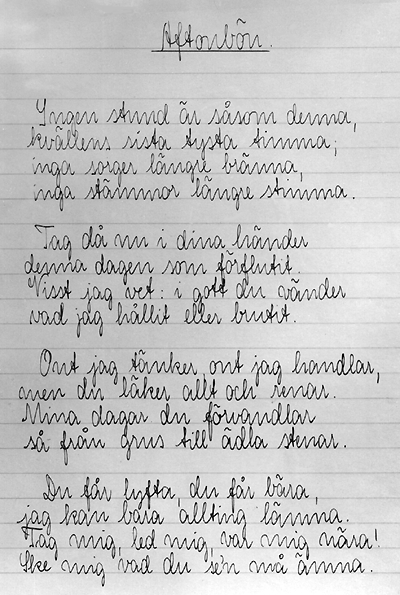
Manuscrit du poème Aftonbön (1922).

### Romans
- 1931 : Astarte
- 1933 : Merit s'éveille (Merit vaknar)
- 1934 : Crise (Kris)
- 1936 : Trop peu (För lite)
- 1940 : La Kallocaïne (Kallocain)

### Poésie
- 1922 : Nuages (Moln)
- 1924 : Terre cachée (Gömda land)
- 1927 : Les Âtres (Härdarna)
- 1935 : Pour l'amour de l'arbre (För tradets skull)
- 1941 : Les Sept péchés capitaux et autres poèmes (De sju dödssynderna och andra dikter), recueil posthume édité par Hjalmar Gullberg

### Nouvelles
- 1934 : Règlements de comptes (Uppgörelser)
- 1940 : Hors de fonctionnement (Ur funktion)
- 1941 : Annonce (Bebådelse)

### Disponibles en français
- La Kallocaïne  (trad. Gerd de Mautort et Marguerite Gay), Fortuny, coll. « Les Écrivains du Monde », 1947; réédition : La Kallocaïne, Toulouse, Ombres, 1988, 288 p. (ISBN 2-905964-13-8)
- Kallocaïne  (trad. Léo Dhayer), Les Moutons électriques, coll. « Hélios », 2015, 240 p. (ISBN 978-2-36183-230-8)
- Jean-Clarence Lambert, « Karin Boye », dans Anthologie de la poésie suédoise, Seuil, 1971, p. 263-265, traduction de 3 poèmes
- (fr + sv) Pour l’amour de l’arbre  (trad. Régis Boyer), La Différence, coll. « Orphée », 1991, 128 p. (ISBN 978-2-7291-0642-3), anthologie bilingue
- (fr + sv) Edith Södergran/Karin Boye – Deux voix  (trad. du suédois par Elena Balzamo et Caroline Chevallier), Paris, Caractères, 2011, 122 p. (ISBN 978-2-85446-485-6), anthologie bilingue